# Цедрол
Цедрол C15H26O — спирт, относящийся к терпеноидам сесквитерпенового ряда. Другие названия: кедровая камфора, кипарисовая камфора.

## Свойства
Цедрол — бесцветные кристаллы, имеющие кедрово-древесный запах. Растворим в этаноле, нерастворим в воде.

## Нахождение в природе и получение
Цедрол содержится в масле кедрового дерева Juniperus virginiana, в масле кипариса Cupressus sempervirens L. и некоторых эфирных маслах, из которого его и получают.

## Применение
Цедрол применяют как самостоятельно в парфюмерии, так и как сырьё для получения душистого вещества цедрилацетата.